# Ilinitsa
Ilinitsa (Bulgaars: Илиница) is een dorp in het zuiden van Bulgarije. Het dorp is gelegen in de gemeente Kardzjali in de oblast Kardzjali. Het dorp ligt hemelsbreed 12 km ten noordwesten van Kardzjali en 192 km ten zuidoosten van de hoofdstad Sofia. In de buurt van het dorp treft men de Oetroba, een grot die ook wel bekend staat als de “baarmoedergrot”.

## Bevolking
Het dorp Ilinitsa had bij een schatting van 2020 een inwoneraantal van slechts 22 personen. Dit waren 7 mensen (-24,14%) minder dan 29 inwoners bij de officiële census van februari 2011. De gemiddelde jaarlijkse groei in die periode komt daarmee uit op -2,75%, hetgeen lager is dan het landelijk jaarlijks gemiddelde over deze periode (-0,63%). In 1956 woonden er echter nog een maximum van 118 personen in het dorp.
- 1934 87
Koninkrijk Bulgarije
- 1946 117
Volksrepubliek Bulgarije
- 1956 118
Volksrepubliek Bulgarije
- 1965 101
Volksrepubliek Bulgarije
- 1975 23
Volksrepubliek Bulgarije
- 1985 32
Volksrepubliek Bulgarije
- 1992 30
Republiek Bulgarije
- 2001 30
Republiek Bulgarije
- 2011 29
Republiek Bulgarije
- 2020 22
Republiek Bulgarije

- Koninkrijk Bulgarije
- Volksrepubliek Bulgarije
- Republiek Bulgarije

In het dorp wonen uitsluitend etnische Turken. In de optionele volkstelling van 2011 identificeerden alle 29 ondervraagden zichzelf als etnische Turken.
| Etnische samenstelling van de respondenten (2011) | Etnische samenstelling van de respondenten (2011) | Etnische samenstelling van de respondenten (2011) | Etnische samenstelling van de respondenten (2011) | Etnische samenstelling van de respondenten (2011) |
| ------------------------------------------------- | ------------------------------------------------- | ------------------------------------------------- | ------------------------------------------------- | ------------------------------------------------- |
|                                                   |                                                   |                                                   |                                                   |                                                   |
| Bulgaren                                          | Bulgaren                                          |                                                   | 0,0%                                              | 0,0%                                              |
| Turken                                            | Turken                                            |                                                   | 100,0%                                            | 100,0%                                            |
| Roma                                              | Roma                                              |                                                   | 0,0%                                              | 0,0%                                              |
| Anders/Onbekend                                   | Anders/Onbekend                                   |                                                   | 0,0%                                              | 0,0%                                              |